# Corte suprema di Haiti
La Corte suprema di Haiti è la massima autorità dei tribunali nello Stato caraibico.
La Costituzione di Haiti del 1987 indica che i dieci giudici della Corte di Cassazione sono stati nominati per dieci anni dal Presidente della Repubblica di Haiti da una lista con tre persone per ogni seggio presentato dal Senato.
I giudici della Corte di Cassazione sono inamovibili e possono essere rimossi solo per abuso di potere legalmente pronunciato o sospesi solo dopo atto d'accusa. Allora potranno essere giudicati davanti alla Corte Suprema. Non possono essere oggetto di nuovi incarichi, senza il loro consenso, anche in caso di promozione. Le prestazioni possono essere sospese nel corso del periodo solo in caso di incapacità fisica o mentale permanente difficilmente accertata.
I tribunali, in appello, valutano la legalità e la conformità alla legge delle decisioni definitive delle corti e dei tribunali nella forma e non nella sostanza. Se constata che la legge non è stata rispettata, esercita il suo potere di cassazione annullando la sentenza e rimettendo la causa ad una nuova giurisdizione. Solo in caso di secondo appello nello stesso caso si giudica nel merito.
Inoltre, si pronuncia sui conflitti di attribuzione, opponendo due tipi di giurisdizione, le cause portate davanti ai tribunali militari e l'incostituzionalità delle leggi.
Situato nel centro di Port-au-Prince, l'edificio del Tribunale è stato distrutto durante il terremoto del 12 gennaio 2010. Successivamente il palazzo di giustizia è stato trasferito nei locali della scuola nazionale di magistratura. Nel 2013, grazie all'aiuto di Taiwan, è stato costruito un nuovo edificio a Champ-de-Mars. È stato inaugurato ufficialmente il 14 luglio 2015.
La Corte di Cassazione è membro dell'Associazione delle Alte Corti di Cassazione dei paesi che condividono l'uso della lingua francese.

## Storia
Dal 1806 al 1817, il Senato di Haiti svolse funzioni giudiziarie. La Corte Suprema fu istituita per la prima volta nel 1817 secondo la costituzione di Petion del 1816 come organo composto da un grande giudice, un decano, sei giudici e un commissario governativo, tutti nominati a vita. Il primo Gran Giudice della Corte Suprema fu André Dominique Sabourin, che contemporaneamente prestò servizio come Ministro della Giustizia nel gabinetto di Petion. Altri incaricati alla corte erano:
- Louis Germain Linard, decano
- Jacques Ignace Fresnel
- Jean Thezan
- Jean-François Lespinasse
- Thomas Gédeon Christ (che prestò giuramento in seguito)
- Lemerand
- Pitre Jeune
- Louis-Gabriel Audigé, commissario del governo

Anche Jules Solime Milscent fu nominato primo impiegato.
La legge del 16 luglio 1954 ha aggiunto un giudice agli undici previsti dalla legge del 1918 e da allora la Corte di cassazione di Haiti è composta da dodici giudici (tra cui il presidente e il vicepresidente), un commissario del governo e tre supplenti.

## Presidenti
| Presidenti                           | Dal   | Al        |
| ------------------------------------ | ----- | --------- |
| Joseph Nemours Pierre-Louis          | 1946  | 1957      |
| Lélio Vilgrain                       | 1957  | ?         |
| Théodore Nicoleau                    | 1958  | 1961      |
| Adrien Douyon                        | 1961? | 1963      |
| Luc Boisvert                         | ?     | ?         |
| Fournier Fortuné                     | 1980? | 1982      |
| Rock Raymond                         | 1982  | 1985      |
| Pierre Gonzalès                      | 1985  | 1985      |
| Luc D. Hector                        | 1985  | 1987?     |
| Pierre L. Jeannot                    | ?     | 1989      |
| Gilbert Austin                       | 1989  | 1990?     |
| Ertha Pascal-Trouillot (provvisorio) | 1990  | 1991      |
| Joseph Nérette                       | ?     | 1991      |
| Émile Jonassaint                     | 1991  | 1993      |
| Clausel Débrosse                     | 1994  | 2000      |
| Boniface Alexandre                   | 2001  | 2006      |
| Georges Moïse                        | 2006  | 2011      |
| Anel Alexis Joseph                   | 2011  | 2015      |
| Jules Cantave                        | 2015  | 2019      |
| René Sylvestre                       | 2019  | 2021      |
| Jean Joseph Lebrun                   | 2022  | in carica |

## Membri attuali
- Jean Joseph Lebrun, Presidente (dal 2022)
- Jean-Claude Théogène, vicepresidente (dal 2019)
- Barthélemy Anténor (dal 2019)
- Jean Joseph Lebrun (dal 2019)